# Latisternum macropus
Latisternum macropus är en skalbaggsart som beskrevs av Jordan 1903. Latisternum macropus ingår i släktet Latisternum och familjen långhorningar.
Artens utbredningsområde är:
- Gabon.
- Ghana.

Inga underarter finns listade i Catalogue of Life.